# 槽纹红豆
槽纹红豆（学名：Ormosia striata）为豆科红豆属下的一个种。其种加词“striata”意为“有条纹的”。